# عشریه صلاح‌الدین
عشریه صلاح‌الدین (انگلیسی: Saladin tithe) یا کمک سال ۱۱۸۸، مالیاتی بود بر رعایا به جز راهبان انگلستان و فرانسه در سال ۱۱۸۸، برای تأمین هزینه جنگ جدیدی علیه صلاح‌الدین پس از سقوط اورشلیم بود که توسط هنری دوم در شورایی در لومان تصویب شد.